# 몰디브 올림픽 위원회
몰디브 올림픽 위원회(영어: Maldives Olympic Committee)는 몰디브를 대표하는 국가 올림픽 위원회이다. IOC 코드는 MDV이다. 본부는 말레에 있으며 아시아 올림픽 평의회에 소속되어 있다.
1985년에 설립했으며 같은 해에 국제 올림픽 위원회의 승인을 받았다. 올림픽, 아시안 게임을 비롯한 국제 스포츠 대회에 참가하는 몰디브의 선수들을 대표한다.

## 같이 보기
- 올림픽 몰디브 선수단